# Olivier Véran
Pour les articles homonymes, voir Véran.
Olivier Véran, né le 22 avril 1980 à Saint-Martin-d'Hères (Isère), est un médecin neurologue et homme politique français.
Il est élu conseiller régional d'Auvergne-Rhône-Alpes en 2015, puis député de la première circonscription de l'Isère en 2017. À l'Assemblée nationale, il est rapporteur général de la commission des Affaires sociales de 2017 à 2020.
Il est nommé ministre des Solidarités et de la Santé en février 2020, succédant à Agnès Buzyn, alors que commence la pandémie de Covid-19.
Il est réélu député en 2022. De mai à juillet 2022, il prend la fonction de ministre délégué chargé des Relations avec le Parlement au sein du gouvernement Élisabeth Borne. Le 4 juillet 2022, il est nommé ministre délégué chargé du Renouveau démocratique et porte-parole du gouvernement, jusqu'au 11 janvier 2024. Lors des élections législatives anticipées de 2024, il est battu dans la première circonscription de l'Isère et perd ainsi son siège à l'Assemblée nationale.

## Famille et études
Fils d'un ingénieur en informatique, également chef de chœur bénévole, et d'une enseignante d'anglais, Olivier Véran a une sœur et deux frères.
Il fait son cursus scolaire à Grenoble. Il suit des études de médecine. En 2004, il passe les épreuves classantes nationales nouvellement créées,. En 2008, il soutient, sous la direction de Laurent Vercueil, une thèse d'exercice en neurologie portant sur la Confusion d'origine épileptique au sein d'une population âgée. En 2012, il obtient un executive master en gestion et politique de santé à l'Institut d'études politiques de Paris.

## Vie privée
Olivier Véran a deux enfants nés d'un premier mariage (de 2008 à 2018) avec Camille Lesne, gynécologue obstétricienne dans l'Isère. Il est en couple entre 2018 et 2021 avec la femme politique Coralie Dubost, alors députée de l'Hérault,

## Carrière professionnelle

### Praticien hospitalier
Praticien hospitalier, il exerce en qualité de neurologue à mi-temps au CHU de Grenoble-Alpes, jusqu'à sa nomination au ministère des Solidarités et de la Santé.

### Engagements syndical et associatif
Engagé dans le milieu syndical et associatif, il a occupé les fonctions de porte-parole de l'Intersyndicat national des internes des hôpitaux, de président de l'Association des assistants des hôpitaux de Grenoble, et de conseiller titulaire à l'Ordre départemental des médecins de l'Isère. Il a également été président de l'Orchestre symphonique universitaire de Grenoble jusqu'en 2022.

### Projet de reconversion dans la médecine esthétique en clinique privée
Le 19 mars 2024, Olivier Véran indique à l'AFP son projet de reconversion dans la médecine esthétique. Il était censé exercer au sein de la clinique des Champs-Élysées, au terme d'une formation de deux mois.
Ce projet de reconversion d'une spécialité en tension vers une spécialité de rente suscite l'indignation du milieu médical. Si l’Ordre des médecins s'est officiellement contenté d'interroger la « cohérence » et l’« exemplarité » de ce choix, Olivier Milleron du Collectif inter-hôpitaux trouve que « le symbole est terrible. Aller faire de la médecine de confort pour des gens riches quand l’hôpital est en crise et manque de bras, en particulier en neurologie, c’est quand même triste. Sans compter le signal déplorable de quitter le public pour le privé lucratif ». Le médecin et sénateur socialiste de Paris Bernard Jomier estime que « passer de la neurologie à la médecine esthétique a un sens, celui d’un choix financier. Quel message désastreux. ».

### Reconversion effective en lobbyiste
Olivier Véran avorte rapidement son projet de reconversion dans la médecine esthétique, hésitant un temps à retourner à la neurologie. Lors des élections législatives de juillet 2024, il tente un retour sur la scène politique en briguant un nouveau mandat dans la première circonscription de l’Isère, mais échoue face à Hugo Prevost. En août 2024, il fonde Innov, une société de conseil et de lobbying, tout en multipliant les apparitions mondaines, notamment auprès d'agences de communication. Le mois suivant, Olivier Véran rejoint le conseil d’administration de Lunettes pour tous, une entreprise fondée par Xavier Niel et dont il est actionnaire ; et, intègre le conseil stratégique de la start-up d’aide à la prescription médicamenteuse : DrugOptimal.

## Parcours politique

### Débuts politiques
Il vote pour Nicolas Sarkozy lors de l'élection présidentielle de 2007.
En 2012, à l'occasion des élections législatives, il est élu député suppléant de la socialiste Geneviève Fioraso, nommée aux gouvernements Ayrault puis aux gouvernements Valls. Il siège alors à l'Assemblée nationale du 22 juillet 2012 au 5 avril 2015, date à laquelle Geneviève Fioraso démissionne de son ministère pour raisons de santé,.
Candidat malheureux au second tour aux élections départementales de mars 2015 en Isère, dans le canton de Meylan, il est élu conseiller régional d'Auvergne-Rhône-Alpes en décembre 2015.
Il soutient Emmanuel Macron (En marche) pour l'élection présidentielle de 2017. Il devient son référent santé. Il explique avoir été séduit par l'engagement pro-européen d'Emmanuel Macron.

### Conseiller régional d'Auvergne-Rhône-Alpes
Porte-parole de Jean-Jack Queyranne pendant la campagne des élections régionales de 2015, il figure sur la liste qui arrive en tête dans le département de l'Isère avec 40,15 % des voix au soir du 13 décembre 2015. Olivier Véran est élu conseiller régional.
Après son départ du PS, il fonde en décembre 2017 le groupe LREM au sein de l'hémicycle régional. Il préside ce groupe de décembre 2019 jusqu'à la fin du mandat.
Ses indemnités de conseiller régional sont réduites d'un quart en 2020 en raison d’un absentéisme trop important en 2019.

### Député de la première circonscription de l'Isère

#### XIVelégislature(2012-2017)
Député (PS) de 2012 à 2015, il siège à la commission des Affaires sociales de l'Assemblée nationale, où il suit particulièrement les dossiers relatifs à la santé. Il intervient également sur des textes de lois économiques, comme les contrats de génération ou la réforme du droit du travail. Il prend position en faveur de l’ouverture expérimentale à Paris d'un site de consommation à moindre risque (« salle de shoot »), ainsi que l'ouverture du droit de vote des étrangers aux élections locales. À l'instar de plusieurs députés, il publie l'utilisation de sa réserve parlementaire.
En mars 2013, le Premier ministre Jean-Marc Ayrault le charge d'une mission sur la filière sang en France, au cours de laquelle il s'engage pour le don du sang anonyme, gratuit et volontaire. Dans la foulée, il fait voter un avantage fiscal pour les laboratoires respectant le don, et se prononce pour la création d'un label éthique pour les produits sanguins prélevés dans des conditions de gratuité et de bénévolat. Il milite pour la fin de la discrimination des homosexuels du don du sang, ce qui aboutit en avril 2015 à l'adoption à l'unanimité par le Parlement d'un amendement allant dans ce sens.
En décembre 2013, il publie un rapport sur l'emploi médical temporaire à l'hôpital, dans lequel il alerte sur l'impact sanitaire et financier du recours croissant aux médecins intérimaires, en lien avec une attractivité hospitalière de très bas niveau.
En 2014, il est rapporteur du projet de loi de financement de la Sécurité sociale pour 2015, volet assurance maladie. Il défend la création d'hôtels hospitaliers et la suppression des franchises médicales pour les bénéficiaires de l'aide à la complémentaire santé.
En 2015, il est rapporteur du volet prévention et promotion de la loi de modernisation de la santé, comprenant le plan anti-tabac, la lutte contre l'hyperalcoolisation rapide, les salles de consommation à moindres risques. Il se mobilise particulièrement contre les troubles nutritionnels, avec des moyens nouveaux pour prévenir et soigner les malades d'anorexie. Il fait voter un amendement visant à interdire de recourir à des mannequins en état de dénutrition manifeste.
En 2016, la ministre de la Santé, Marisol Touraine, le charge du pilotage du comité de réforme du mode de financement des établissements de santé,.

#### XVelégislature(2017-2022)
En juin 2017, il est élu député (LREM) de la 1re circonscription de l'Isère, s'imposant avec plus de 68 % des suffrages face au candidat LR/UDI.
Dans la foulée, il est élu rapporteur général de la commission des Affaires sociales à l'Assemblée nationale, chargé du projet de loi de financement de la Sécurité sociale,.
Il propose la suppression des allocations familiales pour les ménages aux très hauts revenus. Après le suicide de Laurent Selek, neurochirurgien au CHU de Grenoble le 2 novembre 2017, il s'engage dans la lutte contre le harcèlement moral. Il se mobilise pour obtenir la suppression du numerus clausus à l'entrée des études de médecine. Il fait voter une taxe soda modulée en fonction du taux de sucre. Président d'un groupe de travail dans le cadre de la stratégie pauvreté du Gouvernement, il défend la mise en place de petit-déjeuners gratuits dans les écoles classées en zones d'éducation prioritaire (ZEP) et zones rurales.
En décembre 2018, dans le contexte du mouvement des Gilets jaunes, il est nommé rapporteur du projet de loi portant mesures d'urgence économiques et sociales. Il obtient notamment l'anticipation de la baisse de CSG pour les retraités percevant des pensions nettes inférieures à 2 000 euros par mois pour une personne.
Rapporteur général du PLFSS, il fait adopter plusieurs amendements, dont un visant à faciliter la réorientation des patients aux urgences médicales et un autre annulant le remboursement aux hôpitaux et aux cliniques par l’Assurance maladie des opérations chirurgicales – principalement des cancers – pour lesquelles ils ne disposent pas des autorisations nécessaires. Il obtient aussi avec des collègues l'amélioration de la couverture santé pour les chibanis, des travailleurs du Maghreb venus en France durant les Trente Glorieuses (1945-1975).
Dans le cadre de l'affaire des « bébés sans bras », il appelle à renforcer les réseaux de surveillance en santé environnementale dans les territoires. Il milite pour rendre le nutri-score obligatoire dans les publicités, lors de la loi Egalim, amendement rejeté. Il effectue une mission sur le cannabis thérapeutique, qui aboutit sur une saisine des autorités sanitaires par la ministre de la Santé en vue de le légaliser pour les malades.
Il obtient, avec des collègues, un assouplissement de la répression de l'aide à l'entrée et au séjour irréguliers des étrangers dans la loi asile immigration.
À l'été 2018, le député fait voter en commission un amendement au projet de loi constitutionnelle intitulé « Pour une démocratie plus représentative, responsable et efficace » afin de substituer, dans la Constitution, le terme « loi de financement de la protection sociale » au terme « loi de financement de la sécurité sociale », l'expression « sécurité sociale » étant par ailleurs maintenue dans la Constitution. Olivier Véran explique qu'il s'agit d'élargir le champ des lois de financement de la sécurité sociale pour prendre en compte des problématiques nouvelles comme celle de la dépendance. Compte tenu des inquiétudes suscitées par ce texte, notamment chez les organisations syndicales, Olivier Véran a décidé de revenir partiellement en arrière en rétablissant le terme « sécurité sociale » après « loi de financement » mais étendant quand même la loi de financement à d'autres champs que la seule sécurité sociale au sens strict. Finalement, l'ensemble du projet de loi constitutionnelle a été retiré en aout 2019.
En novembre 2019, il est désigné rapporteur du volet organique de la réforme des retraites. Il défend un amendement visant à ce que les députés et les sénateurs soient les premiers, avec la génération née en 2004, à être affiliés au système universel de retraite, et ce dès le 1er janvier 2022, mettant en avant la nécessité pour les élus de « montrer l'exemple ». Son amendement est adopté.

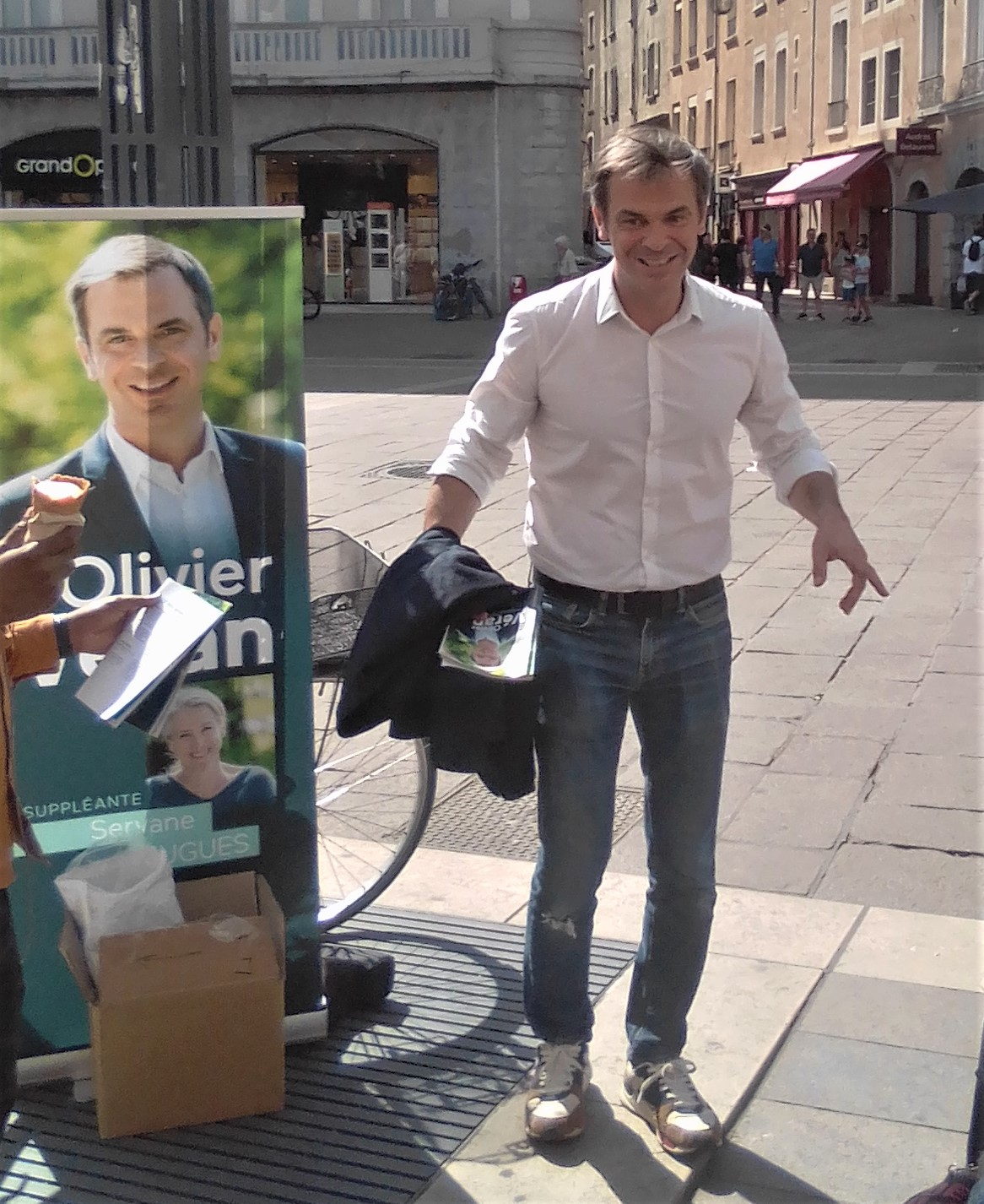
Olivier Véran en campagne électorale dans les rues de Grenoble le 27 mai 2022.

##### Autres
Il fait partie de la promotion 2018-2019 des Young Leaders de la France China Foundation,.

#### XVIelégislature(2022-2027)
Il se présente aux élections législatives 2022, investi par la coalition présidentielle Ensemble. En tête au premier tour avec 40,5 % des suffrages exprimés, il marque un recul par rapport à 2017. Il est réélu avec 55,5 % des suffrages exprimés à l'issue du second tour,. Cette victoire confortable masque des disparités : Olivier Veran est ainsi nettement distancié par la candidate NUPES dans la partie grenobloise de la circonscription.

#### Élections législatives de 2024
Le 11 juin 2024, il annonce qu'il sera candidat sur la première circonscription de l'Isère. À l'issue du premier tour, il est en deuxième position, avec 33,62% des suffrages exprimés. Le premier juillet 2024, il n'avait pas encore annoncé s'il comptait se désister, en accord avec les appels du Président de la République. Il échoue à sa réélection lors du second tour avec 40,24% des suffrages exprimés face à Hugo Prevost qui en obtient 42,35%.

### Ministre des Solidarités et de la Santé
Le 16 février 2020, il est nommé ministre des Solidarités et de la Santé, succédant à Agnès Buzyn, qui remplace Benjamin Griveaux comme candidate aux élections municipales parisiennes.
Dès sa nomination, il est chargé de la gestion de la crise liée à la pandémie de Covid-19.
Le procureur général près la Cour de cassation annonce, le 7 juillet 2020, l'ouverture d'une information judiciaire visant Olivier Véran, sa prédécesseure au ministère de la Santé Agnès Buzyn et l'ancien Premier ministre Édouard Philippe pour leur gestion de la crise sanitaire liée à la Covid-19.
Il rejoint Territoires de progrès courant 2020.
Le 8 février 2021, il reçoit une première dose du vaccin contre la Covid-19 d'AstraZeneca en sa qualité de neurologue, lors d'une visite au centre hospitalier de Melun. Il est alors le premier membre du gouvernement français à se faire vacciner,. En août 2021, il annonce qu'« il n’y aura pas d’impact de la troisième dose sur le pass sanitaire. Que vous alliez prendre votre rappel ou non, vous garderez le bénéfice du pass sanitaire ». Cette promesse est démentie par le discours d'Emmanuel Macron du 9 novembre 2021 qui conditionne, pour les plus de 65 ans, la prolongation du passe sanitaire à la troisième dose de vaccin, ce qui est relevé par la presse,.

### Ministre délégué chargé des relations avec le Parlement
Du 20 mai au 4 juillet 2022, il est ministre des relations avec le Parlement au sein du gouvernement Élisabeth Borne et succède à Marc Fesneau. Son passage du ministère de la Santé à ce ministère est évoqué comme le changement d'un ministre « rétrogradé » et ayant subi un « déclassement ».

### Porte-parole du gouvernement
Le 4 juillet 2022, il est nommé ministre délégué chargé du Renouveau démocratique, porte-parole du gouvernement, dans le gouvernement Élisabeth Borne.
Il s'engage à partir de septembre 2023 dans une tournée des villes gérées par le Rassemblement National pour « les affronter les yeux dans les yeux ». Il est accusé par les maires de réaliser une tournée anti-RN aux frais du gouvernement comme à Hayange ou à Moissac où la visite vire au débat politique.

## Synthèse des résultats électoraux

### Élections législatives
| Année | Parti  | Parti | Circonscription | 1er tour | 1er tour | 1er tour | 2d tour | 2d tour | 2d tour |
| Année | Parti  | Parti | Circonscription | Voix     | %        | Rang     | Voix    | %       | Issue   |
| ----- | ------ | ----- | --------------- | -------- | -------- | -------- | ------- | ------- | ------- |
| 2017  |        | LREM  | 1re de l'Isère  | 21 572   | 47,21    | 1er      | 23 212  | 68,09   | Élu     |
| 2022  | 19 543 | LREM  | 1re de l'Isère  | 40,50    | 1er      | 25 512   | 55,53   | Élu     |         |
| 2024  | 21 089 | LREM  | 1re de l'Isère  | 33,62    | 2e       | 25 120   | 40,24   | Battu   |         |

### Élections départementales
| Année | Parti | Parti | Canton | Colistier   | 1er tour | 1er tour | 1er tour | 2d tour | 2d tour | 2d tour |
| Année | Parti | Parti | Canton | Colistier   | Voix     | %        | Rang     | Voix    | %       | Issu    |
| ----- | ----- | ----- | ------ | ----------- | -------- | -------- | -------- | ------- | ------- | ------- |
| 2015  |       | PS    | Meylan | Agnès Rolin | 5 094    | 29,72    | 2e       | 7 311   | 43,52   | Battu   |

## Publications
- Par-delà les vagues, Éditions Robert Laffont, Paris, 2022, 360 p.  (ISBN 978-2221262535)

## Décorations
Le 11 juillet 2025, il est nommé au grade de chevalier dans l'ordre national de la Légion d'honneur au titre de « ancien ministre, fondateur d'une entreprise de conseil dans le secteur de la santé et des technologies ; 21 ans de services ».